# Spanish International 1975
Die Spanish International 1975 im Badminton fanden in Vigo statt. Es war die zweite Auflage des Turniers, damals noch als Tournament City of Vigo betitelt.

## Titelträger
| Disziplin    | Sieger                |
| ------------ | --------------------- |
| Herreneinzel | Pedro V. Blach        |
| Dameneinzel  | Margarida Cruz        |
| Herrendoppel | Jorge Cruz João Brás  |
| Damendoppel  | nicht ausgetragen     |
| Mixed        | João Brás Isabel Cruz |